# Liste amerikanischer Jagdflieger im Ersten Weltkrieg
In der Liste amerikanischer Jagdflieger im Ersten Weltkrieg sind Jagdpiloten der US-amerikanischen Luftstreitkräfte United States Army Air Service im Ersten Weltkrieg aufgeführt, die mindestens 15 Abschüsse erzielt haben.
Nicht alle dieser Piloten flogen ausschließlich für die amerikanischen Streitkräfte. Vor Kriegseintritt der Vereinigten Staaten am 6. April 1917 flogen zahlreiche Piloten für das britische Royal Flying Corps oder leisteten Dienst beim französischen Aéronautique Militaire. Manche der Piloten wechselten die Streitkräfte nach dem Kriegseintritt der Vereinigten Staaten und manche leisteten weiterhin Dienst in den britischen oder französischen Streitkräften.

## Übersicht
Anmerkung: Die Liste ist sortierbar: Durch Anklicken eines Spaltenkopfes wird die Liste nach dieser Spalte sortiert, zweimaliges Anklicken kehrt die Sortierung um.
| Name                      | Bild | Rang           | Luftsiege | Auszeichn.     | Einheit/Squadron No. | Todesdatum         |
| ------------------------- | ---- | -------------- | --------- | -------------- | -------------------- | ------------------ |
| Edward Rickenbacker       |      | Captain        | 26        | Medal of Honor |                      | 27. Juli 1973      |
| Francis Warrington Gillet |      | Captain        | 20        | DFC            |                      | 21. Dezember 1969  |
| Wilfred Beaver            |      | Captain        | 19        |                |                      | 19. August 1986    |
| Harold Albert Kullberg    |      | Captain        | 19        | DFC            |                      | 5. August 1924     |
| William C. Lambert        |      | Captain        | 18        | DFC            |                      | 19. März 1982      |
| Frank Luke                |      | 2nd Lieutenant | 18        | Medal of Honor |                      | 29. September 1918 |
| August T. Iaccaci         |      | Captain        | 17        | DFC            |                      | 30. April 1980     |
| Paul T. Iaccaci           |      | Lieutenant     | 17        | DFC            |                      | 8. August 1965     |
| Eugene Seeley Coler       |      | Lieutenant     | 16        | DFC            |                      | 30. August 1953    |
| G. Raoul Lufbery          |      | Major          | 16        |                |                      | 19. Mai 1918       |
| Oren John Rose            |      | Captain        | 16        | DFC            |                      | 21. Juni 1971      |
| Elliot W. Springs         |      | Captain        | 16        |                |                      | 15. Oktober 1959   |